# Drzonków
Drzonków (prononciation : [ˈdʐɔnkuf]) est un village polonais de la gmina de Zielona Góra dans la powiat de Zielona Góra de la voïvodie de Lubusz dans l'ouest de la Pologne.
Il se situe à environ 8 kilomètres au sud-est de Zielona Góra (siège de la gmina, de la powiat et de la diétine régionale).
Le village comptait une population de 1 558 habitants en 2012.

## Histoire
Le nom allemand du village était Drentkau.
Après la Seconde Guerre mondiale, avec les conséquences de la Conférence de Potsdam et la mise en œuvre de la ligne Oder-Neisse, le village est intégré à la République populaire de Pologne. La population d'origine allemande est expulsée et remplacée par des polonais.
De 1975 à 1998, le village appartenait administrativement à la voïvodie de Zielona Góra.

Depuis 1999, il appartient administrativement à la voïvodie de Lubusz.